# Thuidium granulatum
Thuidium granulatum är en bladmossart som beskrevs av Georg Friedrich von Jaeger 1880. Thuidium granulatum ingår i släktet tujamossor, och familjen Thuidiaceae. Inga underarter finns listade i Catalogue of Life.